# 하시가미 히데키
하시가미 히데키(일본어: 橋上 秀樹, 1965년 11월 4일 ~ )는 일본의 전 프로 야구 선수이자 야구 지도자, 야구 해설가·평론가이며, 현재 베이스볼 챌린지 리그인 니가타 알비렉스 베이스볼 클럽의 총괄매니저이다.

## 인물

### 선수 시절
야스다가쿠엔 고등학교를 거쳐 1983년 프로 야구 드래프트 3순위로 야쿠르트 스왈로스에 포수로서 입단, 후에 외야수로 전향되었다. 주로 대수비로 교체 투입되거나 대타로 출전한 것 외에도 좌완 투수가 등판할 때에는 선발로 출전하는 일도 많았다. 1992년에는 개인 최다 기록인 107경기에 출전했고 일본 시리즈에서도 8타수 5안타, 홈런 1개를 기록하며 활약을 했다.
1997년에는 닛폰햄 파이터스로 이적하여 1999년까지 활약했고 2000년에는 노무라 가쓰야 감독의 요청에 의해 한신 타이거스에 이적하면서 그 해에 선수 생활을 은퇴했다.

### 그 후
은퇴 후 수년 동안 현역 시절부터 부업으로 하고 있던 골프숍을 경영하는 데에만 전념하였고 닛폰햄이 삿포로로 연고지를 이전하기 전 홈구장이었던 도쿄 돔에서 치르는 닛폰햄전에서 위성방송의 해설위원을 맡기도 했다.
2005년에 창단한 퍼시픽 리그 구단인 도호쿠 라쿠텐 골든이글스의 2군 외야 수비 주루 코치로 발탁되었고 2005년 시즌 도중에 1군 외야 수비 주루 코치로 승격되었다. 2007년부터는 노무라 감독의 지휘 하에서 수석 코치로 발탁되어 2009년까지 맡았다. 라쿠텐 코치직에서 물러난 뒤인 11월 30일부터 12월 11일까지(12월 10일은 제외하다) 닛칸 겐다이에 ‘수석 코치만이 알고 있는 노무라 라쿠텐의 진실’이라는 제목의 칼럼을 연재하기도 했다.
2010년 시즌 중에는 스카이 A에 해설위원을 맡았고 2011년부터는 베이스볼 챌린지 리그 니가타 알비렉스 베이스볼 클럽의 감독을 맡아 같은 해에 퇴단했다.
2011년 11월 1일, 요미우리 자이언츠의 1군 전략 코치로 발탁되어 같은 날 구단 사무소에서 가진 기자회견에서는 “머리를 사용하는 야구를 해 나가고 싶다”라고 말했다. 2012년 11월 5일에는 2013년 월드 베이스볼 클래식 일본 국가대표팀의 전략 코치로 선임되었다.

## 상세 정보

### 출신 학교
- 야스다가쿠엔 고등학교

### 선수 경력
- 야쿠르트 스왈로스(1984년 ~ 1996년)
- 닛폰햄 파이터스(1997년 ~ 1999년)
- 한신 타이거스(2000년)

### 지도자 경력
- 도호쿠 라쿠텐 골든이글스 2군 외야 수비 주루 코치(2005년 ~ 2006년)
- 도호쿠 라쿠텐 골든이글스 1군 외야 수비 주루 코치(2006년)
- 도호쿠 라쿠텐 골든이글스 1군 수석 코치(2007년 ~ 2009년)
- 니가타 알비렉스 베이스볼 클럽 감독(2011년)
- 요미우리 자이언츠 1군 전략 코치(2012년 ~ 2014년)
- 월드 베이스볼 클래식 일본 국가대표팀 전략 코치(2013년)
- 사이타마 세이부 라이온스 1군 작전 코치(2016년 ~ 2018년)
- 도쿄 야쿠르트 스왈로스 2군 작전 코치(2019년)
- 니가타 알비렉스 베이스볼 클럽 총괄매니저(2020년 ~ )

### 개인 기록
- 첫 출장 : 1988년 6월 25일, 대 요미우리 자이언츠 12차전(도쿄 돔), 8회말에 중견수로서 출장
- 첫 선발 출장 : 1988년 7월 5일, 대 요코하마 다이요 웨일스 13차전(메이지 진구 야구장), 8번·중견수로서 선발 출장
- 첫 안타 : 1988년 7월 10일, 대 주니치 드래건스 11차전(나고야 구장), 7회초에 요네무라 아키라로부터 2루타
- 첫 타점 : 1989년 10월 2일, 대 요코하마 다이요 웨일스 23차전(요코하마 스타디움), 2회초에 다이몬 가즈히코로부터 2점 적시 3루타
- 첫 홈런 : 1989년 10월 7일, 대 주니치 드래건스 24차전(나고야 구장), 1회초에 요네무라 아키라로부터 선두 타자 홈런

### 등번호
- 31(1984년 ~ 1992년)
- 7(1993년 ~ 1996년)
- 28(1997년 ~ 1999년)
- 48(2000년)
- 78(2005년 ~ 2009년, 2011년, 2019년)
- 73(2012년 ~ 2014년, 2016년 ~ 2018년)

### 연도별 타격 성적
| 연 도       | 소 속       | 경 기 | 타 석 | 타 수 | 득 점 | 안 타 | 2 루 타 | 3 루 타 | 홈 런 | 루 타 | 타 점 | 도 루 | 도 루 자 | 희 생 번 | 희 생 플 | 볼 넷 | 고 4 | 사 구 | 삼 진 | 병 살 타 | 타 율 | 출 루 율 | 장 타 율 | O P S |
| ----------- | ----------- | ----- | ----- | ----- | ----- | ----- | ------- | ------- | ----- | ----- | ----- | ----- | -------- | -------- | -------- | ----- | ---- | ----- | ----- | -------- | ----- | -------- | -------- | ----- |
| 1988년      | 야쿠르트    | 35    | 18    | 16    | 9     | 2     | 1       | 0       | 0     | 3     | 0     | 1     | 0        | 1        | 0        | 0     | 0    | 1     | 7     | 0        | .125  | .176     | .188     | .364  |
| 1989년      | 야쿠르트    | 42    | 54    | 52    | 10    | 18    | 1       | 1       | 1     | 24    | 4     | 4     | 2        | 1        | 0        | 1     | 0    | 0     | 8     | 1        | .346  | .358     | .462     | .820  |
| 1990년      | 야쿠르트    | 25    | 26    | 22    | 2     | 5     | 0       | 1       | 0     | 7     | 0     | 2     | 3        | 0        | 0        | 4     | 1    | 0     | 7     | 1        | .227  | .346     | .318     | .664  |
| 1991년      | 야쿠르트    | 59    | 215   | 195   | 29    | 56    | 9       | 2       | 5     | 84    | 17    | 5     | 0        | 2        | 0        | 15    | 0    | 3     | 45    | 4        | .287  | .347     | .431     | .778  |
| 1992년      | 야쿠르트    | 107   | 205   | 176   | 24    | 40    | 5       | 2       | 6     | 67    | 18    | 5     | 3        | 1        | 1        | 27    | 0    | 0     | 37    | 6        | .227  | .328     | .381     | .709  |
| 1993년      | 야쿠르트    | 49    | 121   | 105   | 11    | 32    | 5       | 0       | 1     | 40    | 15    | 5     | 0        | 1        | 2        | 13    | 1    | 0     | 17    | 1        | .305  | .375     | .381     | .756  |
| 1994년      | 야쿠르트    | 7     | 7     | 7     | 0     | 1     | 0       | 0       | 0     | 1     | 1     | 0     | 0        | 0        | 0        | 0     | 0    | 0     | 2     | 0        | .143  | .143     | .143     | .286  |
| 1995년      | 야쿠르트    | 34    | 67    | 57    | 7     | 17    | 4       | 0       | 2     | 27    | 8     | 1     | 1        | 0        | 0        | 10    | 0    | 0     | 8     | 2        | .298  | .403     | .474     | .877  |
| 1996년      | 야쿠르트    | 16    | 27    | 24    | 1     | 4     | 1       | 0       | 0     | 5     | 0     | 0     | 0        | 0        | 0        | 3     | 0    | 0     | 7     | 2        | .167  | .259     | .208     | .468  |
| 1997년      | 닛폰햄      | 40    | 53    | 45    | 1     | 9     | 1       | 0       | 0     | 10    | 8     | 0     | 1        | 0        | 0        | 8     | 0    | 0     | 12    | 0        | .200  | .321     | .222     | .543  |
| 1998년      | 닛폰햄      | 91    | 94    | 83    | 11    | 25    | 3       | 0       | 1     | 31    | 12    | 5     | 2        | 1        | 1        | 9     | 1    | 0     | 20    | 2        | .301  | .366     | .373     | .739  |
| 1999년      | 닛폰햄      | 38    | 37    | 28    | 9     | 6     | 2       | 0       | 1     | 11    | 3     | 0     | 1        | 1        | 0        | 8     | 0    | 0     | 7     | 0        | .214  | .389     | .393     | .782  |
| 통산 : 12년 | 통산 : 12년 | 543   | 924   | 810   | 114   | 215   | 32      | 6       | 17    | 310   | 86    | 28    | 13       | 8        | 4        | 98    | 3    | 4     | 177   | 19       | .265  | .346     | .383     | .729  |

- 1984년 ~ 1987년, 2000년은 1군 출장 없음.

## 저서
- 《노무라의 ‘감독 미팅’ ~ 선수를 바꾸는, 조직을 확대하는 ‘노무라 가쓰야의 가르침’~ 》(2010년 5월 28일, 니혼분게이샤)
- 《노무라의 수업 인생을 바꾸는 ‘감독 미팅’- 약소 집단을 바꾼 육성술, 조직론, 인생 법칙》(2010년 11월 30일, 니혼분게이샤)
- 《그 때 노무라가 생각하고 있던 것 노무라 가쓰야의 야구론, 인재 육성·조직술》(2011년 2월 5일, 요센샤)
- 《노무라 가쓰야에게 도전한 13명의 사무라이들》(2011년 4월 20일, 후타바샤)